# 埃伯斯豪森
埃伯斯豪森是德国巴伐利亚州的一个市镇。总面积9.09平方公里，总人口613人，其中男性316人，女性297人（2011年12月31日），人口密度67人/平方公里。